# ددی و پاپا
ددی و پاپا یک فیلم مستند است که توسط جانی سیمونز ساخته شده‌است. این مستند زندگی چهار خانواده که توسط زوج‌های همجنس مرد سرپرستی می‌شود را بررسی می‌کند. این فیلم همچنین چالش‌های حقوقی، اجتماعی و سیاسی والدین همجنسگرا و فرزندان آنها را بررسی می‌کند.

## اظهارات سازنده
سازنده مستند سیمونز و شریک زندگیش ویلیام راجرز به همراه پسر خوانده‌شان زاکاری یکی از چهار خانواده برجسته این مستند بودند. سیمونز در مورد پروژه می‌گوید:
من می‌خواستم این پدیده را مستند کنم: معنی این که مردان همجنسگرا خانواده خود را تشکیل می‌دهند چیست. - برای پدران، بچه‌ها، خانواده‌های بزرگ آنها و مدارس و جوامع و هزاران نفر از افرادی که تحت تأثیر نوع جدیدی از خانواده قرار می‌گیرند.

## پخش
ددی و پاپا به عنوان بخشی از مجموعه لنزهای مستقل، در بهار سال ۲۰۰۳ از طریق PBS در سراسر کشور ایالات متحده به نمایش درآمد. ای فیلم در اوت سال ۲۰۰۷ از کانال لوگو مجدداً پخش شد.

## جوایز
این مستند بسیار تحسین شد و جوایز زیادی را از آن خود کرد:
- نامزدی جایزه امی، بهترین مستند
- انتخاب رسمی، جشنواره فیلم ساندنس
- جایزه گلدن گیت، بهترین مستند اول شخص، جشنواره بین‌المللی فیلم سان فرانسیسکو
- جایزه تماشاگران بهترین مستند جشنواره فیلم فلوریدا
- نایب قهرمان بهترین فیلم جشنواره بین‌المللی فیلم کلیولند
- مستند به احتمال زیاد برای تغییر جهان، جشنواره فیلم Docs دیترویت
- جایزه تماشاگران بهترین مستند، مقام اول، جشنواره بین‌المللی فیلم سیاتل
- جایزه شکستن قالب، جشنواره فیلم نیوپورت
- جشنواره بهترین فیلم مستند، میامی و همجنسگرایان لزبین
- نامزد مستند برجسته، اتحاد همجنسگرایان و لزبین علیه افترا (GLAAD)
- افتخارآفرینی، بهترین مستند بلند، جشنواره بین‌المللی فیلم اوکلند
- بهترین مستند، آثار Dallas OUTTakes
- بهترین مستند، جشنواره فیلم‌های گی و لزبین کانتیکت
- بهترین مستند، جشنواره فیلم دانشگاه کوئیر اورگان
- جایزه تماشاگران برای بهترین مستند، جشنواره فیلم لزبین و گی پرتلند
- جایزه تماشاگران برای بهترین فیلم در سینما
- جایزه مخاطب برای بهترین مستند مستقل، جشنواره فیلم ImageOut / جشنواره گی و لزبین راچستر
- جایزه تماشاگران بهترین فیلم و جایزه تماشاگران بهترین مستند، جشنواره فیلم اوریندا
- گواهینامه نقره، جایزه لئوناردو
- بهترین مستند، جشنواره فیلم‌های گی و لزبین کارولینای شمالی
- انتخاب رسمی، ورودی (تلویزیون عمومی بین‌المللی)، آرهوس، دانمارک
- عنوان ویژه، جشنواره فیلم لزبین و گی ایسلندی